# بول جيل (لاعب كرة قدم)
بول جيل (بالبولندية: Paweł Giel)‏ هو لاعب كرة قدم بولندي في مركز الوسط، ولد في 8 ديسمبر 1989 في تارنوفسكي غوري في بولندا. لعب مع GKS Bełchatów ‏.